# Иван Юрьевич Толстая Голова
Иван Юрьевич Толстая Голова (XIV век) — легендарный (или вымышленный) князь Тарусский, один из сыновей тарусского князя Юрия, родоначальник князей Волконских. О его происхождении, а также о реальности существования велись споры, однако в конце XVIII века версия о происхождении князей Волконских от тарусских князей была официально признана.

## Происхождение и биография
Летописи такого князя не знают. Отсутствует его имя и во многих родословных тарусских князей, в том числе и в Бархатной книге, которые приводят только двух или трёх сыновей тарусского князя Юрия Михайловича. Но в родословии князей Одинцевичей, составленной в первой половине XVI века, говорится, что тарусский князь Юрий Михайлович разделил свой удел между пятью сыновьями. Всеволод получил Тарусу, Семён — Конин, Михаил — Мышагу, Иван — Волкону, а Константин — Оболенск. При этом М. Г. Спиридов в «Записках о старинных службах русских благородных родов» указывает у Юрия двух сыновей с именем Иван — Ивана Большого и Ивана Меньшого Толстую Голову, однако в других источниках показан только один сын.
По-разному определяют источники и старшинство Ивана Толстой Головы. По росписи Одинцевичей он четвёртый из пяти сыновей, по Щербатову — третий из четырёх сыновей, по Спиридову — четвёртый из пяти. Кроме того, в рукописной родословной книге XVII века содержится легенда, которая противоречит сведениям других родословий. Согласно ей князь Юрий Михайлович Тарусский и Черниговский от некоей Агапки, дочери проскурницы, прижил без брака сына Ивана Толстую Голову, которому дал одну из своих вотчин — Сопрыскину на реке Волкона. Исследовательница истории рода Волконских, Е. Г. Волконская, указала ряд неточностей в данной легенде. Она же приводит мнение известного исследователя Н. П. Лихачёва, который называл эту родословную легенду «генеалогическим пасквилем». 
В то же время достоверность сведений легенды Н. П. Лихачёв не изучал и, по мнению историка О. И. Хоруженко, он имел в виду тот факт, что авторы подобных родословных легенд желали скомпрометировать оппонентов в местнических спорах. 
Историк О. И. Хоруженко отмечает, что древнейшая родословная роспись, содержащая данную легенду, содержится в пространной росписи редакции родословных книг в 81 главу (список С. В. Ромодановского) и редакции в 43 главы (Оболенский I список). Также она присутствует в Музейном I списке родословной редакции 43 главы с приписными, датированноми серединой XVII века. По мнению Хоруженко, данная роспись компрометировала князя Потула Волконского, и её происхождение связано со старицким боярством. В 1-й половине XVI века владения Волконских оказались в составе Старицкого княжества, в результате чего князья Волконские стали конкурентами других знатных родов. На основании этого Хоруженко датирует возникновение данной легенды периодом 1519—1537 годов.
На происхождение Волконских от одного предка с князьями Оболенскими указывал окольничий князь Григорий Константинович Волконский в местническом споре с Семёном Васильевичем Колтовским. После отмены местничества князья Волконские в 1688 году подали свою родословную роспись, в которой было указано происхождение Юрия. После того как несколько князей, однородцев Оболенских, отказались признавать происхождение Волконских, указав, что в официальной родословной у Юрия Тарусского отсутствует сын Иван, была составлена челобитная, в которой подробно описывалось происхождение Ивана, а также его двоих сыновей, которые погибли в 1380 году в Куликовской битве. 
Однако окончательно происхождение Волконских от тарусских князей было признано только в 1794 году. Эту версию принял и исследователь родословия черниговских князей Г. А. Власьев. В то же время О. И. Хоруженко высказал сомнения в достоверности всех сведений поздней росписи.
Во второй половине XIX века генеалог-любитель П. Н. Петров подверг сомнению официальную родословную Волконских, предположив, что они происходят не от черниговских, а от рязанских князей, однако эта гипотеза у исследователей поддержки не получила.
Судя по времени жизни сыновей Ивана, жил он в середине XIV века. Хотя в родословных и сказано, что он получил в удел Волконское княжество, но его сыновья указаны как князья тарусские, а внуки — как князья Конинские и Спажские. Только в 1-й половине XV века князья Конинские пришли жить на Волкону и стали зваться князьями Волконскими.

## Семья
Имя жены Ивана неизвестно. Согласно родословным, у него было двое сыновей:
- Фёдор Иванович (ум. 1380), князь тарусский[12]
- Мстислав Иванович (ум. 1380), князь тарусский[12]

О версиях их происхождения и возможном потомстве Ивана Толстой Головы подробнее см. Князья тарусские.